# 노숙 (사회)
노숙(Homelessness), 무숙, 주택 부족 또는 비수용 혹은 무주택은 안정적이고 안전하며 기능적인 주거가 부족한 상태이다. 여기에는 길거리 생활, 가족이나 친구와 함께 임시 숙소를 옮겨 다니는 것, 보장된 거주 기간이 없는 하숙에서 생활하는 것, 시민 분쟁으로 인해 집을 떠나 자국 내 난민이 된 국내실향민이 포함된다.
노숙인의 법적 지위는 장소에 따라 달라진다. 미국 연방 정부가 수행한 노숙인 조사 연구에는 인간의 일반적인 취침용으로 설계되지 않은 공공 또는 사적인 장소에서 잠을 자는 사람도 포함된다. 노숙과 빈곤은 상호 관련되어 있다. 노숙인을 세고 그들의 요구를 파악하는 표준화된 방법은 없다. 따라서 대부분의 도시에서는 노숙인 인구에 대한 추정치만 가지고 있다.
2024년 전 세계적으로 약 1억 5천만 명이 노숙인이며, 16억 명에 달하는 사람들이 스쿼터, 난민, 또는 임시 보호소에서 살고 있는 것으로 추정된다. 과거에는 여행하는 노숙인을 부랑자라고 불렀는데, 이들 중 일자리를 찾는 사람은 호보, 그렇지 않은 사람은 트램프라고 했다. 그러나 이 세 용어는 오늘날 일반적으로 경멸적인 의미를 내포하고 있다.

## 유엔의 정의
2004년 유엔 경제사회국은 노숙 가구를 안정적인 소득 부족으로 인해 생활 공간의 범위에 들지 않는 피난처가 없는 가구로 정의했다. affected된 사람들은 약간의 소지품을 가지고 다니며, 길거리, 문간, 부두 등에서 다소 무작위적으로 잠을 잔다.
2009년 유엔 유럽 경제 위원회 유럽 통계학자 회의(CES)에서 인구 및 주택 센서스 전문가 그룹은 노숙을 다음과 같이 정의했다.
인구 및 주택 센서스 권고안에서 CES는 노숙인을 크게 두 그룹으로 분류한다.
1. 일차 노숙: 이 범주에는 주거 공간으로 간주될 수 있는 거주지 없이 길거리에서 생활하는 사람이 포함된다.
2. 이차 노숙: 이 범주에는 일반적인 거주지가 없어 다양한 유형의 숙소(주거지, 보호소, 노숙인 시설 또는 기타 생활 공간 포함)를 자주 옮겨 다니는 사람이 포함될 수 있다. 이 범주에는 개인 주택에 거주하지만 센서스 양식에 '일반 주소 없음'이라고 신고하는 사람이 포함된다.
 CES는 위의 접근 방식이 '노숙인'에 대한 완전한 정의를 제공하지 않는다는 점을 인정한다.

세계 인권 선언 제25조는 1948년 12월 10일 UN 총회에서 채택되었으며, 주택 및 생활 수준에 관한 다음 내용이 포함되어 있다.
1. 모든 사람은 자신과 가족의 건강과 복지에 적합한 생활 수준을 가질 권리가 있으며, 이는 식량, 의류, 주택, 의료 및 필요한 사회 서비스, 그리고 실업, 질병, 장애, 미망인, 노령 또는 자신의 통제를 벗어난 상황으로 인한 생계 부족 시 보안에 대한 권리를 포함한다.
2. 모성과 아동기는 특별한 보살핌과 지원을 받을 권리가 있다. 혼인 여부에 관계없이 모든 아동은 동일한 사회적 보호를 누려야 한다.

노숙 및 주거 배제에 대한 ETHOS 유형학은 유럽의 노숙에 대한 이해와 측정을 개선하고 노숙에 대한 초국가적 교류를 위한 공통 "언어"를 제공하기 위해 개발되었다. ETHOS 접근 방식은 노숙이 삶의 다양한 시점에서 많은 취약 가구에 영향을 미치는 과정(정적인 현상이라기보다는)이라고 말한다.
이 유형학은 2005년에 시작되었으며 논의의 틀, 데이터 수집, 정책, 모니터링 및 언론 매체 등 다양한 목적으로 사용된다. 이 유형학은 EU 회원국에 존재하는 법적 정의를 추상화하는 공개적인 연습이다. 25개 언어 버전이 있으며, 번역은 주로 자원 봉사 번역가들이 제공한다.
많은 국가와 개인은 주택을 인권으로 간주하지 않는다. 전 미국 대통령 지미 카터는 2017년 인터뷰에서 이 문제에 대해 언급하며 "많은 사람이 주택을 인권으로 보지 않지만, 인권이다"라고 말했다. 그의 견해는 주택이 기본적인 인권이라고 생각하지 않는 많은 미국인의 견해와 대조된다.

## 다른 용어
2010년대 이후 발행된 많은 노숙자 실태 조사 연구에서는 비수용 노숙자라는 용어를 사용한다. 일반적인 구어체 용어인 스트리트 피플은 비수용 노숙인 전체를 포괄하지 않는다. 왜냐하면 그러한 사람들의 상당수가 도시 거리 환경에서 시간을 보내지 않기 때문이다. 많은 사람이 도시 환경의 노숙인은 강도를 당하거나 폭행을 당할 위험이 있기 때문에 그러한 장소를 피한다. 어떤 사람들은 비어 있거나 버려진 건물("스쿼트")을 개조하거나 산악 지역, 또는 더 자주 저지대 초원, 개울둑, 해변에 거주한다.
많은 관할 구역에서는 특히 추운 날씨 동안 단기 긴급 피난처를 제공하는 프로그램을 개발했으며, 종종 교회나 다른 기관 재산에서 제공한다. 이러한 장소는 워밍 센터라고 불리며, 지지자들은 생명을 구하는 곳으로 평가한다.
다른 일반적인 용어에는 도시 캠핑족, 비수용자, 집 없는 사람, 주택 없는 사람이 있다.
2020년 더 어소시에이티드 프레스 스타일북에 노숙에 대한 항목이 추가되어 "노숙은 일반적으로 고정된 거주지가 없는 사람을 묘사하는 형용사로 용인된다"며, 기자들은 "비인간적인 집합 명사인 노숙인 대신 노숙인, 주거가 없는 사람 또는 집이 없는 사람과 같은 구문을 사용"하기 위해 사람 우선 언어를 사용해야 한다고 명시했다.